# Landkreis Amberg-Sulzbach
Landkreis Amberg-Sulzbach is een Landkreis in de Duitse deelstaat Beieren. De Landkreis telt 102.998 inwoners (31 december 2020) op een oppervlakte van 1.255,75 km². Het bestuur zetelt in de stad Amberg, die zelf, als kreisfreie Stadt, geen deel uitmaakt van de Landkreis.

## Steden en gemeenten
De volgende steden en gemeenten liggen in de Landkreis (Inwoners op 30-9-2006):
| Steden 1. Auerbach i.d.OPf. (9103) 2. Hirschau (6191) 3. Schnaittenbach (4269) 4. Sulzbach-Rosenberg (20.406) 5. Vilseck (6416) Märkte 1. Freihung (2645) 2. Hahnbach (5233) 3. Hohenburg (1695) 4. Kastl (2572) 5. Königstein (1784) 6. Rieden (2936) 7. Schmidmühlen (2483) Verwaltungsgemeinschaften 1. Hahnbach (Markt Hahnbach en gemeente Gebenbach) 2. Illschwang (Gemeenten Birgland en Illschwang) 3. Königstein (Markt Königstein en gemeente Hirschbach) 4. Neukirchen b.Sulzbach-Rosenberg Gemeenten Etzelwang, Neukirchen b.Sulzbach-Rosenberg en Weigendorf) | Gemeenten 1. Ammerthal (2054) 2. Birgland (1842) 3. Ebermannsdorf (2498) 4. Edelsfeld (1975) 5. Ensdorf (2265) 6. Etzelwang (1479) 7. Freudenberg (4260) 8. Gebenbach (953) 9. Hirschbach (1318) 10. Illschwang (2061) 11. Kümmersbruck (10.198) 12. Neukirchen b.Sulzbach-Rosenberg (2812) 13. Poppenricht (3339) 14. Ursensollen (3742) 15. Weigendorf (1265) Gemeentevrij gebied (22,35) (Oppervlakte in km² onbewoond gebied) 1. Eichen (2,78) 2. Hirschwald (19,57) |

Aichach-Friedberg · Altötting · Amberg · Amberg-Sulzbach · Ansbach (stad) · Landkreis Ansbach · Aschaffenburg (stad) · Landkreis Aschaffenburg · Augsburg (stad) · Landkreis Augsburg · Bad Kissingen · Bad Tölz-Wolfratshausen · Bamberg (stad) · Landkreis Bamberg · Bayreuth (stad) · Landkreis Bayreuth · Berchtesgadener Land · Cham · Coburg (stad) · Landkreis Coburg · Dachau · Deggendorf · Dillingen an der Donau · Dingolfing Landau · Donau-Ries · Ebersberg · Eichstätt · Erding · Erlangen · Erlangen-Höchstadt · Forchheim · Freising · Feyung-Grafenau · Fürstenfeldbruck · Fürth (stad) · Landkreis Fürth · Garmisch-Partenkirchen · Günzburg · Haßberge · Hof (stad) · Landkreis Hof · Ingolstadt · Kaufbeuren · Kelheim · Kempten im Allgäu · Kitzingen · Kronach · Kulmbach · Landsberg am Lech · Landshut (stad) · Landkreis Landshut · Lichtenfels · Lindau · Main-Spessart · Memmingen · Miesbach · Miltenberg · Mühldorf am Inn · München · Landkreis München · Neuburg-Schrobenhausen · Neumarkt in der Oberpfalz · Neurenberg · Neustadt an der Aisch-Bad Windsheim · Neustadt an der Waldnaab · Neu-Ulm · Nürnberger Land · Oberallgäu · Ostallgäu · Passau (stad) · Landkreis Passau · Pfaffenhofen an der Ilm · Regen · Regensburg (stad) · Landkreis Regensburg · Rhön-Grabfeld · Rosenheim (stad) · Landkreis Rosenheim · Roth · Rottal-Inn · Schwabach · Schwandorf · Schweinfurt (stad) · Landkreis Schweinfurt · Starnberg · Straubing · Straubing-Bogen · Tirschenreuth · Traunstein · Unterallgäu · Weiden in der Oberpfalz · Weilheim-Schongau · Weißenburg-Gunzenhausen · Wunsiedel im Fichtelgebirge · Würzburg (stad) · Landkreis Würzburg
Ammerthal ·
Auerbach i.d.OPf. ·
Birgland ·
Ebermannsdorf ·
Edelsfeld ·
Ensdorf ·
Etzelwang ·
Freihung ·
Freudenberg ·
Gebenbach ·
Hahnbach ·
Hirschau ·
Hirschbach ·
Hohenburg ·
Illschwang ·
Königstein ·
Kümmersbruck ·
Markt Kastl ·
Neukirchen b.Sulzbach-Rosenberg ·
Poppenricht ·
Rieden ·
Schmidmühlen ·
Schnaittenbach ·
Sulzbach-Rosenberg ·
Ursensollen ·
Vilseck ·
Weigendorf